# Rataliszki (koło Bołkunów)
Rataliszki (lit. Ratališkės, Rateliškės) – dawna wieś na Litwie, w okręgu wileńskim, w rejonie wileńskim, w gminie Podbrzezie. Współcześnie miejscowość jest wyludniona.

## Historia
Pod zaborami i w II Rzeczypospolitej zaścianek włościański; w ZSRR wieś. W XIX i w początkach XX w. położone były w Rosji, w guberni wileńskiej, w powiecie wileńskim, w gminie Mejszagoła. Po I wojnie światowej pod administracją polską, w Zarządzie Cywilnym Ziem Wschodnich. W latach 1920–1922 w składzie Litwy Środkowej.
Od 11 kwietnia 1922 leżały w Polsce, w województwie wileńskim, w powiecie wileńsko-trockim, w gminie Mejszagoła. W 1931 miejscowość liczyła:
- Rataliszki I – 23 mieszkańców, zamieszkałych w 5 budynkach,
- Rataliszki II – 17 mieszkańców, zamieszkałych w 2 budynkach[3].

Po II wojnie światowej w granicach Związku Sowieckiego. Od 1991 na niepodległej Litwie.